# غلين تورنر
غلين تورنر (26 مايو 1947 بدنيدن في نيوزيلندا - ) (بالإنجليزية: Glenn Turner)‏ هو لاعب كريكت نيوزلندي. شارك مع منتخب نيوزيلندا الوطني للكريكت. أما مع النوادي، فقد لعب مع Northern Districts men's cricket team ‏ ونادي مقاطعة ورسسترشاير للكريكيت ‏ ونادي مارليبون للكريكت ‏ وفريق أوتاغو للكريكت ‏.

## وصلات خارجية
- غلين تورنر على موقع إي آس بي آن كريك إنفو (الإنجليزية)
- غلين تورنر على موقع قاعة نيوزيلندا للمشاهير الرياضية (الإنجليزية)